# Efflorescences
Efflorescences est un recueil de poèmes publié en 2013 par Ismaël Billy.
Ce recueil de 132 pages, préfacé par l'écrivain, éditeur, poète et philosophe Michel Cazenave, comporte trois livres distincts au sens premier du mot, D'amour à l'arraché puis Des corps couchés sous d'autres lunes et enfin ces Efflorescences qui ont fini par donner le titre général au recueil (Pascal Gibert, journaliste, directeur d'agence de presse).
Des textes d'Efflorescences ont été publiés par les revues littéraires Francopolis (revue de juin 2013), Le Capital des mots (mars 2013), Les Mots de la fin.
Le photographe néerlandais Teun Hocks illustre la première de couverture du recueil d'Ismaël Billy.
Le journaliste et intellectuel canadien Gilles-Claude Thériault enregistre en 2013 des textes tirés d'Efflorescences,,. 